# Treszka
A treszka (majonézes tőkehal) hagyományos szlovák étel. Tőkehal, zöldségek, ecet és majonéz felhasználásával készítik.
A majonézes tőkehal története az 1940-es években kezdődött Pozsonyban, a Téli Kikötőben, amikor két üzletember Dr. Virsík és Dr. Dvořáček és két meg nem nevezett köztisztviselő - ők csak pénzügyi részvényesként (mert hivatalosan nem tudtak üzletelni) megalapították a Ryba céget, amely halat importált, valamint ecetgyár is volt és zöldségfeldolgozásra is szakosodott. 1946-ban a cég üzemet nyitott Kassán, 1946-47-ben a két üzem a szlovákiai termelés 70%-át adta. 1949-ben az 1924 óta műkődő zsolnai államosított üzemet is a Rybához csatolták.
A treszka keletkezését az 1950-es évek csökkent halértékesítése, az import alapanyagok magas ára és a szlovákok életszínvonala hívta életre. A Ryba megpróbált ízletes salátát készíteni tőkehal és majonéz felhasználásával. A saláta eredeti receptjét a Ryba nemzeti vállalat megrendelésére a vágújhelyi származású Július Boško (1918-2002) pozsonyi szakács és cukrász találta ki. A treszka előállítására vonatkozó első említések 1954-ből származnak, amikor a vállalat összes üzemében - Pozsonyban, Zsolnán és Kassán - megkezdődött a gyártása. Ebben az időszakban "tőkehal remuládban" néven értékesítették a treszkát. A kommunista rezsim idején a terméket többé-kevésbé kizárólag Szlovákiában árusították. Csehországban csak Ostravában volt kapható - az ostravai bányákban dolgozó helyi szlovákok kérésére.
Az a mítosz, hogy Július Boško kassai volt, a Veľký Tresko reklámkampányból származik. Valójában Július Boškonak semmi köze nem volt Kassához.
Az 1990-es években a treszka termékek halhústartalma csökkent. Erre elsőként a Ryba Žilina reagált és 2001-ben ismét elkezdte gyártani a treszka Exklusiv változatát magasabb hústartalommal (45% főtt hús százalékos aránya).
Megjelenésében, ízében és állagában a treszka leginkább a Rillettes (de poisson) halkrémhez hasonlít, annak viszont nem majonéz, joghurt vagy fromage blanc az alapja, remulád ritkán kerül bele és nem salátaként, hanem kenőként tálalják.

## A treszka Szlovákiában
A Ryba céget 1948-ban államosította az állam, és a Ryběna Praha cég alá rendelték. 1971-1972-ben, a Szlovák Fagyasztó- és Halipar megalakulása után az egykori Ryba is e vállalat ernyője alá került. Akkoriban Kassán és már Zsolnán is voltak fióktelepei. A treszkát minden termelési egység ugyanazon recept szerint készítette, kisebb eltérések kivételével. 1992-ben az eredeti céget privatizálták, és a Ryba Bratislava, a Ryba Košice és a Ryba Žilina önállóan kezdte meg működését. Jelenleg csak a RYBA Košice és a RYBA Žilina működik független, gazdaságilag független jogalanyként a piacon. Ezek teljes mértékben szlovák tulajdonú cégek.

## Fordítás
Ez a szócikk részben vagy egészben  a   Treska v majonéze című szlovák Wikipédia-szócikk ezen változatának fordításán alapul.  Az eredeti cikk szerkesztőit annak laptörténete sorolja fel. Ez a jelzés csupán a megfogalmazás eredetét és a szerzői jogokat jelzi, nem szolgál a cikkben szereplő információk forrásmegjelöléseként.